# Latridopsis
Latridopsis és un gènere de peixos pertanyent a la família dels làtrids.

## Taxonomia
- Latridopsis ciliaris (Forster, 1801)[2][3][4][5]
- Latridopsis forsteri (Castelnau, 1872)[6][7][8][9][10][11]